# Тиксендейл
Тиксендейл (англ. Thixendale) — деревня и община в округе Ридейл, Норт-Йоркшира, Англия. Исторически являясь частью Ист-Райдинга Йоркшира, он расположен в Йоркшир-Уолдс примерно в 20 милях к востоку от Йорка.
Местное название «Тиксендейл» впервые засвидетельствовано в Книге Судного дня 1086 года, где оно фигурирует как Сикстендейл и Ксистендейл. Название означает «долина или долины Сигстейна». Название «Сигштейн» также является источником названия Сайсонби в Лестершире.
Население общины (в который входит Уоррам-ле-Стрит) составляло 270 человек по переписи 2001 года, увеличившись до 293 человек по переписи 2011 года. В 2015 году Совет графства Северный Йоркшир оценил население Тиксендейла в 180 человек, а Уоррама — в 130 человек.
Единственный паб, Cross Keys стал пабом года CAMRA.
Национальный маршрут Йоркшир Уолдс Вэй, пешеходная тропа большой протяженности, проходит в восточной части деревни.
Церковь Святой Марии в Тиксендейле — одна из нескольких деревенских зданий, построенных по проекту Джорджа Эдмунда Стрита в 1868—1870 годах. В 1966 году Английское наследие включило церковь в список зданий II* степени, как здания, особо важные среди представляющих интерес.Она находится на тропе церквей Сайкса, разработанной группой исторических церквей Восточного Йоркшира.
В течение многих лет до конца 1990-х годов телевизионные сигналы блокировались окружающими холмами, пока не был построен небольшой передатчик, благодаря которому в деревне впервые появилось наземное телевидение. Передатчик прекратил работу в начале 2000-х годов, и теперь жители деревни полагаются на спутниковое телевидение и, с 2017 года, на скоростной широкополосный интернет.
В Тиксендейле находится картинная галерея одного из ведущих британских художников дикой природы Роберта Фуллера, которая помогла поместить деревню на карту, а его галерея, расположенная в Фотердейле, привлекает около 7000 туристов в деревню каждый год.

## Галерея

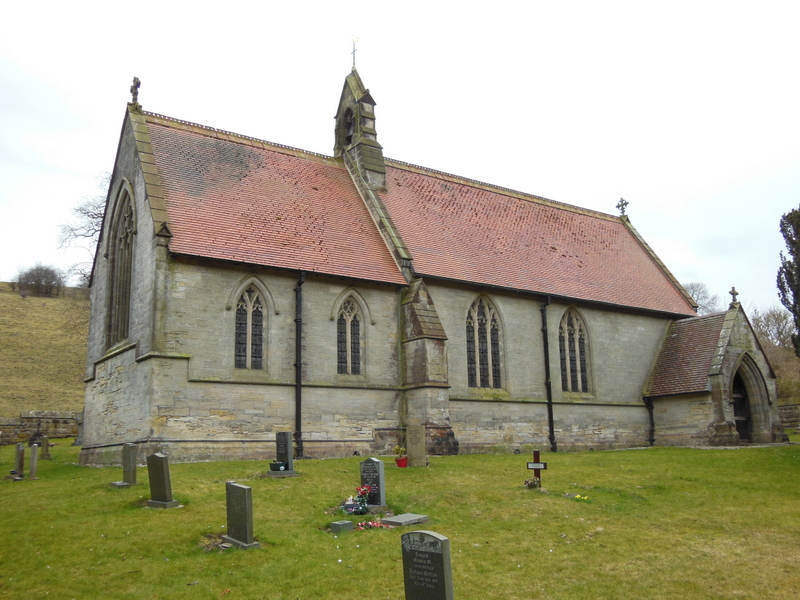
Церковь Святой Марии
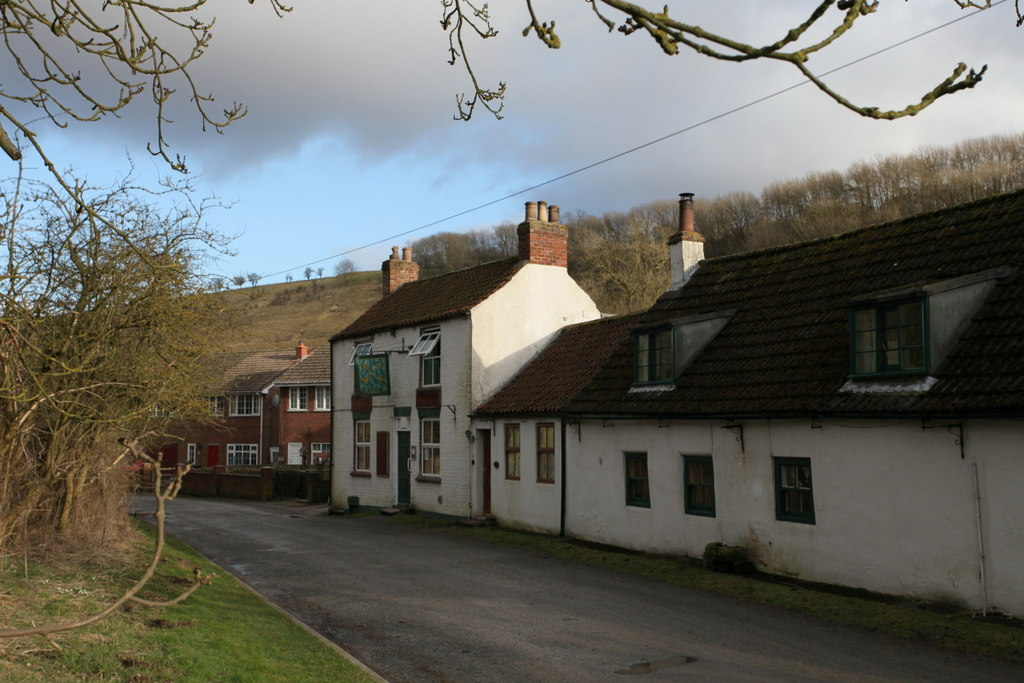
Паб Cross Keys
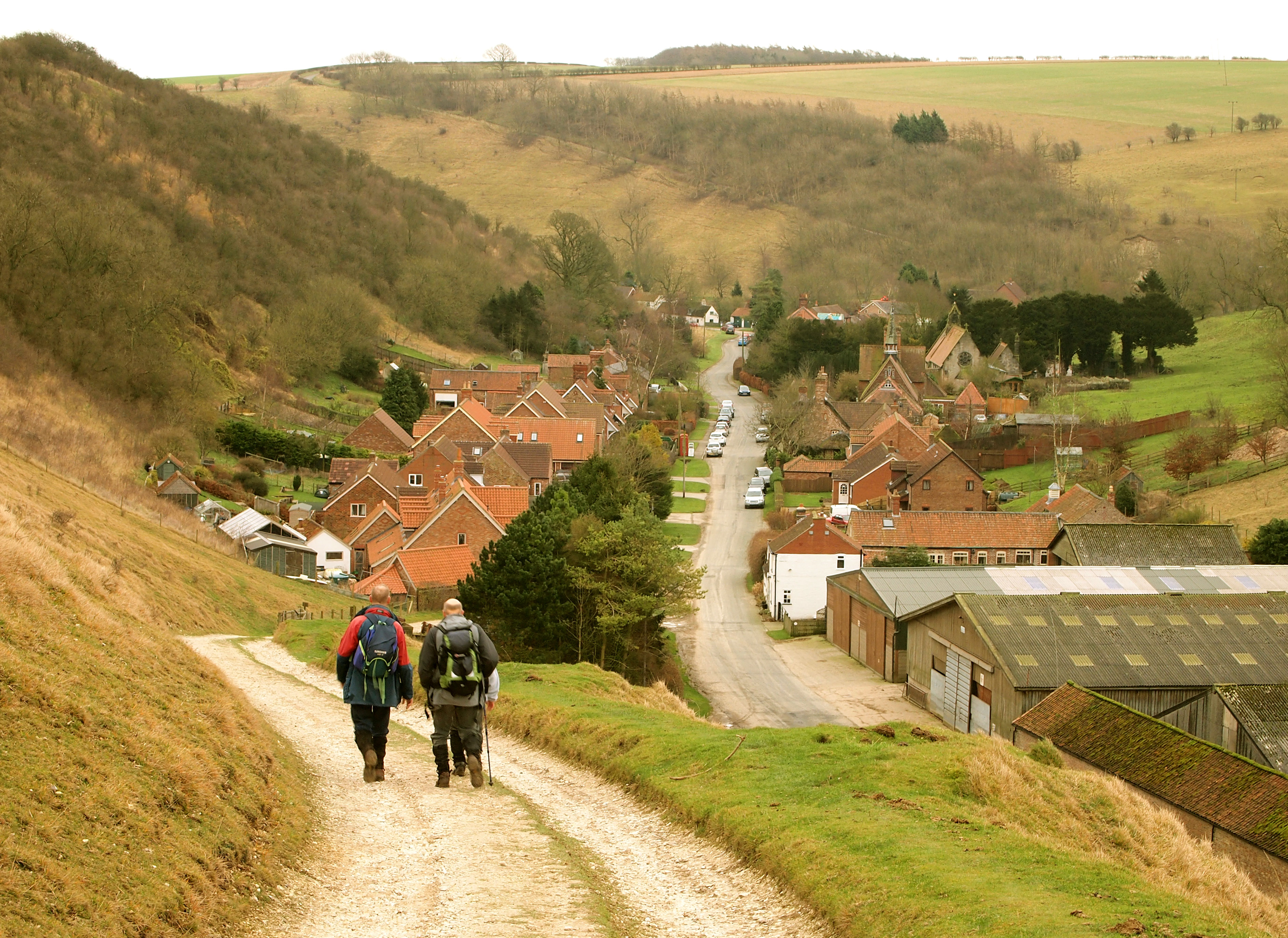
Прогулка по Тиксендейлу